# Süleymanlar, Ödemiş
Süleymanlar là một xã thuộc huyện Ödemiş, tỉnh İzmir, Thổ Nhĩ Kỳ. Dân số thời điểm năm 2010 là 65 người.